# Casana
Casana är ett släkte av fjärilar. Casana ingår i familjen säckspinnare.
Kladogram enligt Catalogue of Life:
| Casana | \| \| Casana eucampsa \| \| \| \| \| \| Casana trochiloides \| \| \| \| |
|        | \| \| Casana eucampsa \| \| \| \| \| \| Casana trochiloides \| \| \| \| |
|        | Casana eucampsa                                                         |
|        |                                                                         |
|        | Casana trochiloides                                                     |
|        |                                                                         |